# Miscellanea historica regni Bohemiae
Miscellanea historica regni Bohemiae (Rozmanitosti z historie Království českého) je vrcholné dílo českého jezuity Bohuslava Balbína ve formě vlastivědné encyklopedie Čech. Zamýšlené dílo mělo Čechy popsat ve třech tzv. dekádách, tedy ve třech částech, každá po deseti knihách, z čehož se podařilo dokončit jenom torzo. První kniha vyšla r. 1679, nakonec tiskem vyšlo jenom osm knih první dekády a dvě knihy dekády druhé, zbylé dvě knihy první dekády vyšly dlouho po Balbínově smrti.

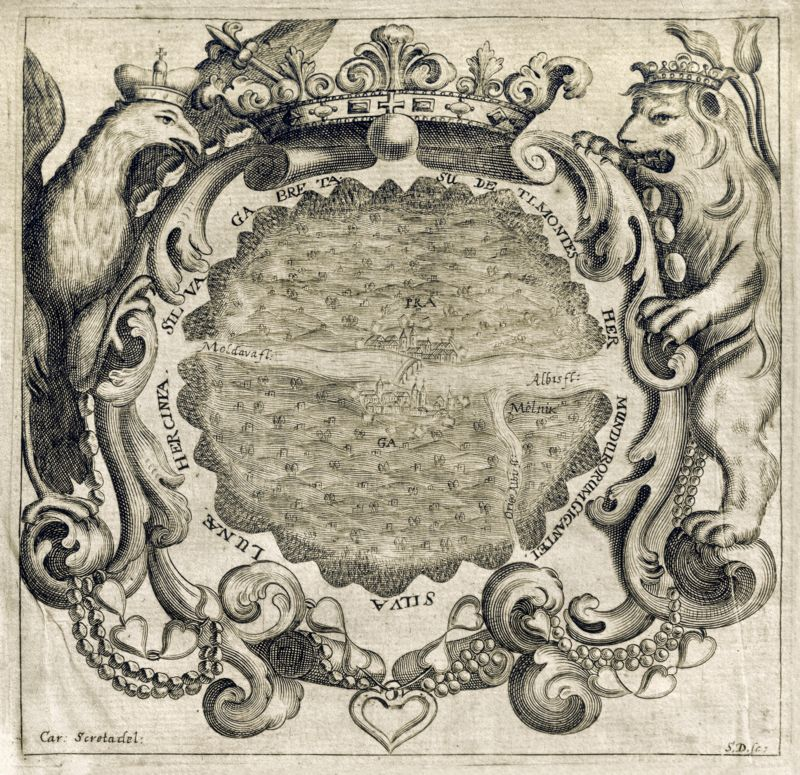
Miscellanea historica regni Bohemiae, Karel Škréta ml. Mapa Čech (1679)

Dílo zůstává nedoceněno, větší známost získala později vydaná kniha Bohemia docta popisující dějiny české literatury, která měla velký vliv na osvícenskou literární činnost. V roce 1986 vyšla výběrová edice z prvních třech knih.

## Struktura
- I. část (dekáda)
  - Liber I naturalis (1679) – o přirozené povaze země České
  - Liber II popularis (1680) – o obyvatelích
  - Liber III topographicus (1681) – místopis
  - Liber IV hagiographicus (1682) – též Bohemia sancta – o svatých
  - Liber V parochialis et sacerdotalis (1683) – o farách
  - Liber VI archiepiscopalis (1684) – o pražském arcibiskupství
  - Liber VII regalis (1687, nově 1735) – o panovnících
  - Liber VIII epistolaris (1688) – diplomatář
  - Liber IX, Bohemia docta (1777) – Učené Čechy, vydal Karel Rafael Ungar, jedno z prvních sepsání dějin české literatury
  - Liber X curialis seu de magistratibus et officiis curialibus regni Bohemiae (1787–1793) – Kniha o soudech a úřadech království českého, vydal Joseph Anton Riegger v rámci Materialen zur statistik von Böhmen. Do němčiny přeložil prezident apelačního soudu Josef Auersperg a vydal pod jménem Balbin’s Liber curialis C. VI. von den verschiedenen Gerichtshöfen des Königreiches Böhmen. Prag 1810–1816.

- II. část (dekáda)
  - Liber I, qui est proemialis ad stemmatographiam Bohemiae (1687)
  - Liber II, Tabularium Stemmatographicum, Seu Genealogicae Tabulae Regni Bohemiae....Pars I.–IV. (1687–1688)

## České překlady
Celé monumentální dílo nebylo dosud přeloženo do češtiny, dosavadní české překlady se omezují na části textu.
- BALBÍN, Bohuslav. Krásy a bohatství české země. Překlad Helena Businská. Praha: Panorama, 1986. (výbor z prvních tří knih první dekády)
- BALBÍN, Bohuslav. Rozmanitosti z historie Království českého. Překlad Jiří A. Čepelák. Praha: Academia, 2017. (pouze první kniha první dekády o české přírodě)